# Carlos María Isidro de Borbón
Carlos María Isidro Benito de Borbón y Borbón-Parme, powszechnie nazywany Don Carlosem (ur. 29 marca 1788 w Aranjuez, zm. 10 marca 1855 w Trieście) – infant hiszpański, drugi syn króla Hiszpanii Karola IV i jego żony Marii Luizy Parmeńskiej, który dożył wieku dorosłego. Po śmierci swego brata, króla Ferdynanda VII, który zmarł nie pozostawiając męskiego dziedzica i tron po nim objęła córka, Izabela II, zgłosił swoje pretensje do tronu. Stał się, więc pierwszym z szeregu karlistowskich pretendentów do tronu Hiszpanii jako Karol V, a jego roszczenia rozpoczęły pierwszą wojnę karlistowską.

## Wczesne życie
Don Carlos urodził się w pałacu królewskim w Aranjuez. W 1808 Napoleon Bonaparte obalił jego ojca Karola IV i starszego brata Ferdynanda VII. Don Carlos, który był w tym czasie następcą tronu, odmówił zrzeczenia się swoich praw do tronu, twierdząc, że otrzymał je z łaski samego Boga. W latach 1808–1814 razem ze swoim bratem został uwięziony przez Napoleona w Valençay, we Francji. W 1814 razem z resztą hiszpańskiej rodziny królewskiej powrócił do Madrytu. We wrześniu 1816 poślubił swoją siostrzenicę infantkę Maríę Franciscę de Bragança (1800–1834), córkę króla Jana VI i siostry Karola Karoliny Joachimy. Para miała trzech synów:
- Carlosa Luisa (1818–1861), hrabiego Montemolín,
- Juana (1822–1887), hrabiego Montizón,
- Fernanda (1824–1861).

Po śmierci żony w 1834 w Anglii, Karol ożenił się w październiku 1837 w Biscay z jej starszą siostrą – Marią Teresą, księżniczką Beira (1793–1874), wdową po Piotrze Karolu Hiszpańskim.

## Sankcja pragmatyczna
W maju 1830 Ferdynand VII opublikował Sankcję Pragmatyczną, która pozwalała na dziedziczenie tronu Hiszpanii również przez córki monarchów. Sankcja ta została przyjęta przez Kortezy już w 1789, ale nie zaczęła obowiązywać. Teraz w maju 1830 Karol oficjalnie przestał być następcą tronu swojego brata. 10 października 1830 żona Ferdynanda VII – Maria Krystyna Sycylijska, urodziła córkę Izabelę, która zajęła miejsce Karola w kolejce do tronu.
Partia zwana Apostólicos nie uznała Sankcji i dalej wspierała Don Carlosa. Intrygowała na jego korzyść, ale on sam nie podejmował jeszcze żadnych działań. Intrygi Apostólicos aktywnie wspierała za to żona Karola i jej starsza siostra María Teresa, księżniczka Beira. W marcu 1833 Ferdynand VII nakazał Don Carlosowi, aby udał się do Portugalii razem ze swoją żoną i jej siostrą. Była to próba pozbycia się z Hiszpanii Don Carlosa i jego dwóch głównych sojuszniczek. W kwietniu 1833 Ferdynand VII wezwał Don Carlosa do złożenia przysięgi wierności Izabeli, noszącej tytuł księżnej Asturii. Karol odmówił. Osobiście nie pożądał tronu dla siebie, ale wierzył, że Bóg chce żeby został królem, a on nie może odmówić.

## Wojna karlistowska
Ferdynand VII zmarł 29 września 1833. Wdowa po nim – Maria Krystyna Sycylijska sama mianowała się regentką w imieniu swojej małoletniej córki Izabeli. Karol uznał, że w myśl prawa salickiego tron Hiszpanii należy się jemu, a nie jego bratanicy. 1 października wydał manifest, w którym ogłosił swoje wstąpienie na tron jako Karol V. Wywołało to tzw. wojnę karlistowską (1833–1839). W tym czasie narodził się hymn karlistów: Oriamendi. Wojna zakończyła się 31 sierpnia 1839 roku układem z Vergara, na mocy którego karliści uznali władzę Izabeli II, a Don Carlos uzyskał prawo używania tytułu infanta. On sam jednak nie uznał pokoju i zbiegł do Bourges we Francji, gdzie został umieszczony w areszcie domowym przez króla Ludwika Filipa, wciąż jednak zgłaszał pretensje do tronu hiszpańskiego.
18 maja 1845 Don Carlos zrzekł się praw do tronu, które naturalnie przeszły na jego najstarszego syna: Carlosa Luisa de Borbón y Braganza, hrabiego Montemolín. Sam wyemigrował do Triestu i do końca życia zajął się pisarstwem.